# Claude Redon
Pour les articles homonymes, voir Redon (homonymie).
Claude Redon est un homme politique français né le 5 octobre 1738 à Ennezat (Puy-de-Dôme) et décédé le 9 août 1820 à Maringues (Puy-de-Dôme).
Avocat et premier échevin de Riom, il est député du tiers état aux États généraux de 1789. Actif dans les débats parlementaires, il est secrétaire de l'Assemblée le 31 août 1789. Il se détache de la majorité en 1791 et doit se cacher sous la Terreur. Rallié au coup d'État du 18 Brumaire, il est nommé président du tribunal d'appel de Riom en 1800. Il reste premier président de la cour d'appel jusqu'en 1818.

## Sources
- « Claude Redon », dans Adolphe Robert et Gaston Cougny, Dictionnaire des parlementaires français, Edgar Bourloton, 1889-1891 [détail de l’édition]